# Eine Stadt hält den Atem an
Eine Stadt hält den Atem an (englischer Originaltitel: Seven Days to Noon, übersetzt „Sieben Tage bis zur Mittagstunde“) ist ein britischer Schwarz-Weiß-Thriller der Regisseure und Produzenten John und Roy Boulting aus dem Jahr 1950.
James Bernard und Paul Dehn wurden für das Drehbuch, an dem auch die Regisseure mitwirkten, in der Rubrik „Beste Originalgeschichte“ 1952 mit dem Oscar ausgezeichnet.

## Handlung
Professor John Willingdon, ein britischer Physiker, droht der britischen Regierung in London in mehreren Briefen damit, am nächsten Sonntag eine Atombombe zu zünden, sollte Großbritannien sein Nuklearwaffenprogramm weiter ausbauen und nicht binnen sieben Tagen alle Atomwaffenversuche stoppen lässt. Professor Willingdon ist ein in diesem Programm beschäftigter Wissenschaftler. Für Scotland Yard nehmen Superintendent Folland und Detective Davis die Ermittlungen auf.
Gehen Folland und Davis zunächst noch von einem Scherz aus, ergibt sich bei Nachfragen an Willingdons Arbeitsplatz, dass er nicht zur Arbeit erschienen ist und dass sein enger Mitarbeiter Stephen Lane den Professor seit der Mittagszeit des Vortages nicht mehr gesehen hat. Außerdem wird eine kleine Atombombe vermisst, die ein Mann transportieren kann. Ein Besuch in der Wohnung des Wissenschaftlers ergibt, dass weder seine Frau, noch seine Tochter Ann Willingdon wissen, wo Professor Willingdon ist.
Die Regierung ordnet schließlich die Evakuierung Londons an. Als bei der geordnet verlaufenden Evakuierung die Wohnung des ehemaligen Showgirls Goldie erreicht wird, bei der der Professor kürzlich untergekommen ist, kann Willingdon lokalisiert werden.
Der Professor hält sich in einer während Luftangriffen im Weltkrieg beschädigten Kirche auf und betet. Die Polizei zieht Ann Willingdon hinzu, die ihren Vater zur Vernunft bringen soll. Sie erkennt, dass das zu spät ist, sieht aber den Koffer mit der Bombe neben Willingdon. Willingdon kann überwältigt werden und sein Mitarbeiter Stephen Lane kann sie in letzter Sekunde entschärfen. Der Professor befreit sich unterdessen und wird auf der Flucht erschossen.

## Entstehung und Veröffentlichung
| Figur                               | Darsteller     | Deutscher Sprecher    |
| ----------------------------------- | -------------- | --------------------- |
| Prof. Willingdon                    | Barry Jones    | Paul Bildt            |
| Goldie                              | Olive Sloan    | Anneliese Würtz       |
| Supt. Folland                       | André Morell   | Siegfried Schürenberg |
| Stephen Lane                        | Hugh Cross     | Siegmar Schneider     |
| Ann Willingdon                      | Sheila Manahan | Gerlinde Roeder       |
| Mrs. Peckett                        | Joan Hickson   | Agnes Windeck         |
| Premierminister                     | Ronald Adam    | Leonard Steckel       |
| Mrs. Willingdon                     | Marie Ney      | Margarete Schön       |
| Rev. Burgess                        | Wyndham Goldie | Paul Wagner           |
| Det. Davis                          | Russell Waters |                       |
| Gen. Willoughby                     | Martin Boddey  | Clemens Hasse         |
| BBC Newsreader Frederick Allen      |                |                       |
| Pte. Jackson                        | Victor Maddern | Hans Hessling         |
| Alf                                 | Geoffrey Keen  | Reinhold Brandes      |
| Barbier                             | Ernest Clark   | Franz Otto Krüger     |
| Major Fanshaw                       | John Kevan     | Klaus Schwarzkopf     |
| Mechaniker                          | John Stratton  | Reinhard Kolldehoff   |
| amerik. Kommentator Merrill Mueller |                |                       |
| Soldat                              |                | Harry Wüstenhagen     |

Der halbdokumentarisch gedrehte Film wurde 1949 im Großraum London gedreht und erlaubte dabei einen Blick auf das London der unmittelbaren Nachkriegszeit. Die Handlung war in der nahen Zukunft des Jahres 1952 angesiedelt. Es ist dennoch kein typischer Science-Fiction-Film und enthält überwiegend Thriller-Elemente. Im Jahr der Dreharbeiten zu diesem Film zündete die Sowjetunion im frühen Kalten Krieg ihre erste Atombombe. Die Boulting-Brüder verzichteten bewusst auf den Einsatz etablierter Stars. Sie wollten nicht, dass bekannte Gesichter von der Geschichte ablenken.
Der Film wurde im September 1950 auf dem Filmfestival von Venedig, Italien vorgestellt. Am 14. September 1950 war Premiere in London im Vereinigten Königreich. In folgenden Ländern wurde er 1950 veröffentlicht: Dänemark, Vereinigtes Königreich allgemein, Südafrika (Johannesburg, Kapstadt), Schweden, Finnland, in den Vereinigten Staaten, in Frankreich, 1951 in Durban in Südafrika, im belgischen Brüssel, in Australien und Argentinien, 1952 in Portugal und Mexiko, 1954 in Japan und Spanien (Madrid). In Österreich war der Film erstmals 1951 zu sehen und in der Bundesrepublik Deutschland am 19. Januar 1951. Veröffentlicht wurde der Film zudem in Brasilien, Griechenland, in den Niederlanden, Norwegen, Polen und in der Sowjetunion.
Alive gab den Film im Mai 2013 innerhalb der Reihe „Juwelen der Filmgeschichte“ mit einer deutschen Tonspur auf DVD heraus.

## Kritiken
Eine Stadt hält den Atem an erhielt ein sehr gutes Presseecho. So erfasst der US-amerikanische Aggregator Rotten Tomatoes ausschließlich wohlwollende Besprechungen und ordnet den Film dementsprechend als „Frisch“ ein.
Turner Classic Movies zog eine Parallele vom Werk der Zwillingsbrüder John und Roy Boulting zur symbiotischen Arbeitsweise wie später Ethan und Joel Coen. Der düstere Film zeige ein soziales Gewissen, wie es typisch sei für die Filme der Boulting-Brüder.
Variety hob die Darstellung Professor Willingdons durch Barry Jones hervor. Die präzise Darstellung eines Mannes, der von seiner Umwelt nicht verstanden wird, sei intelligent.

„Die Angst vor der atomaren Apokalypse wurde in wenigen Filmen so beängstigend und spannend thematisiert wie in diesem superben Thriller. Haupt-und Nebenrollen sind exzellent besetzt[… Fazit:] Stimmiges, beängstigendes Kriminaldrama“

Die Redaktion des Filmdienstes war ebenfalls sehr angetan von dem Film und führte aus: „Ein intensiver Thriller mit semidokumentarischen Details und angedeutetem seriösen Hintergrund.“

## Auszeichnungen
- Academy Awards 1952: Beste Originalgeschichte für James Bernard und Paul Dehn
- British Academy Film Awards 1951: Nominierung als Bester Britischer Film
- Internationale Filmfestspiele von Venedig 1950: Nominierung für den Goldenen Löwen